# Barry Manilow
Barry Manilow (New York, 1943. június 17. – ) kétszeres Primetime Emmy-díjas és Grammy-díjas amerikai énekes.
1943. június 17-én született New Yorkban, Oroszországból bevándorolt zsidó családban. 75 millió eladott példánnyal Barry Manilow az egyik legsikeresebb zenész ma a világon. 1975 és 1983 között 25 Billboard Hot 100 slágere volt, ami a Top 40-ben szerepelt. Olyan sikeres dalok voltak megtalálhatók ezek között mint „Mandy”, a „Could it Be Magic”, „I write a song” illetve a „Copacabana", melyért Grammy-díjat is kapott. Barry jelenleg Las Vegast nevezi második otthonának, mivel 2005 óta teltház előtt játszik a Las Vegas Hilton-ban, jelenleg futó show neve: Ultimate Manilow: The hits.

## Magánélete
Manilow 1978 óta él párkapcsolatban Garry Kief televíziós szakemberrel. 2014-ben házasodtak össze, de ezt egészen 2015-ig titokban tartották. Manilow a nyilvánosság előtt szexuális irányultságáról először 2017-ben beszélt a People magazinnak, az interjúban elmondta, azért nem beszélt melegségéről, mert tartott tőle, hogy ezt nagyrészt női rajongói nem fogadnák jól. Amikor azonban házassága médianyilvánosságot kapott, a rajongók kifejezetten támogatók voltak.